# Вільям Джоппі
Вільям Торелл Джоппі (англ. William Torelle Joppy; 11 вересня 1970, Сілвер-Спринг, Меріленд) — американський професійний боксер, чемпіон світу за версією WBA (1996—1997, 1998—2001) і чемпіон WBA (Regular) (2001—2003) у середній вазі.

## Професіональна кар'єра
24 червня 1996 року, маючи рекорд 21-0-1, Вільям Джоппі вийшов на бій проти чемпіона світу за версією WBA у середній вазі Такехара Сіндзі (Японія). Він здобув перемогу технічним нокаутом в дев'ятому раунді. Провівши два вдалих захиста, 23 серпня 1997 року програв одностайним рішенням суддів Хуліо Сезар Гріну (Домініканська Республіка).
В реванші 31 січня 1998 року Джоппі переміг Гріна одностайним рішенням і повернув собі звання чемпіона. Впродовж 1998—2000 років здобув сім перемог поспіль, у тому числі в п'яти захистах. Серед переможених були Роберто Дюран (Панама), знов Хуліо Грін і Хасин Черифі (Франція).
12 травня 2001 року програв технічним нокаутом в п'ятому раунді Феліксу Тринідаду, втративши чемпіонство.
В наступному бою проти Говарда Істмена (Гаяна) 17 листопада 2001 року завоював вакантний титул WBA (Regular) у середній вазі. Провівши один успішний захист, 13 грудня 2003 року вийшов на бій проти об'єднаного чемпіона світу за версіями WBC, WBA (Super), IBF і журналу «Ринг» у середній вазі Бернарда Гопкінса (США). Джоппі програв одностайним рішенням.